# ロカ・パルティーダ島
ロカ・パルティーダ島（ロカ・パルティーダとう、西: Isla Roca Partida）は、メキシコの太平洋沖に位置するレビジャヒヘド諸島に属している岩礁である。行政上はコリマ州に属する。島は1542年にルイ・ロペス・デ・ビリャロボスによって発見された。

## 地理
レビジャヒヘド諸島に属する4つの島の中では最も小さく、長さ91m、幅45m、面積は0.003㎢である。群島で最大の島であるソコロ島から西へ107km、メキシコ本土からは約800km離れている。島は中央の低地を挟んで2つのピークがあり、1953年の調査ではそれぞれ34mと25mだったが、高い方のピークはその後数メートル失われている。群島の他の島々と同様火山性で成層火山の頂部が露出したものだが、直近ではそれぞれ1953年と1993年に噴火したサン・ベネディクト島やソコロ島と異なり、クラリオン島と共に噴火が観測されたことはない。島の鉱物は斜長石に乏しい一方、カリウムよりナトリウムが豊富で、角閃石とナトリウム輝石が優勢である。

## 生物
島に淡水源はなく植生はないものの、カツオドリ、ナスカカツオドリ、セグロアジサシ、クロアジサシ等の数種の海鳥が島で繁殖している。島の周辺は海洋生物も豊富に見られ、ソコロ島等の諸島内の他の島々と同様しばしばスキューバダイビングのクルーズ船が訪れる。島はレビジャヒヘド諸島生物保護区に指定されている。

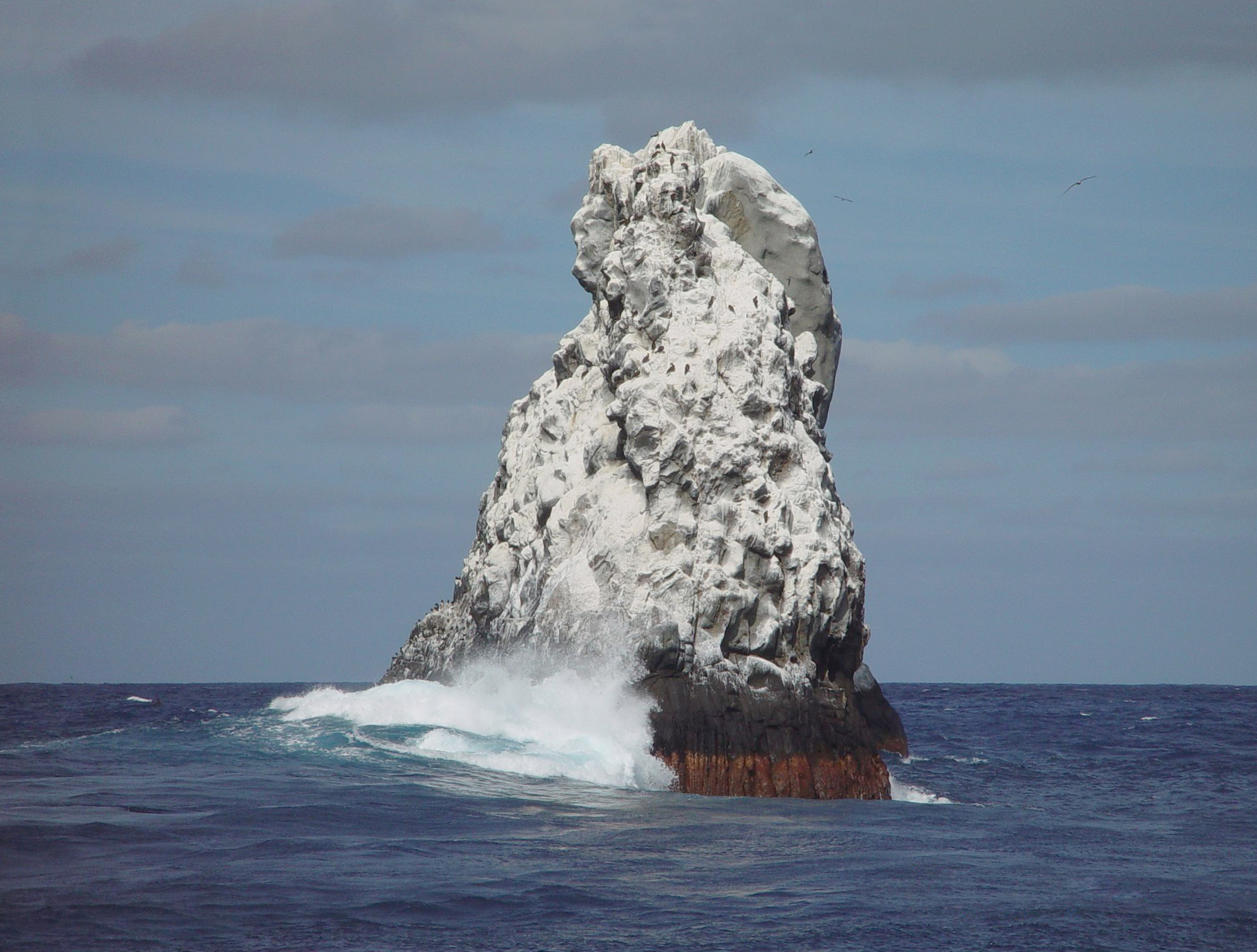
ロカ・パルティーダ島
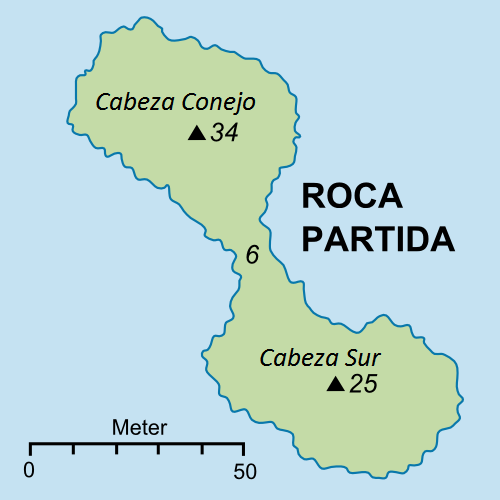
ロカ・パルティーダ島の地図